# Metacomesoma punctatum
Metacomesoma punctatum är en rundmaskart som först beskrevs av Stekhoven 1950.  Metacomesoma punctatum ingår i släktet Metacomesoma och familjen Comesomatidae. Inga underarter finns listade i Catalogue of Life.